# Can Milà del Palou
Can Milà del Palou va ser una casa del municipi de Sant Pere de Ribes (Garraf) inclosa en l'Inventari del Patrimoni Arquitectònic de Catalunya, però que fou enderrocada el 1998.

## Descripció
La casa Milà estava situada en una de les cantonades que forma el carrer el Pi amb el carrer de la Milana. Es tractava d'un edifici aïllat, de planta baixa i dos pisos amb terrat a la catalana.
La façana principal s'obria al carrer del Pi a través d'un ampli pati d'accés amb portal d'arc rebaixat on apareixia la data de 1859. Centraven aquesta façana tres obertures rectangulars superposades: la porta, amb la data de 1862 inscrita a la llinda, un balcó al primer pis i una finestra al segon.
L'arrebossat que imitava carreus a la planta baixa i maons als pisos alts, es trobava força malmès, fet que havia afectat a una tercera data situada a la part superior de la façana i de la qual només restaven les xifres 189...
La façana que donava al carrer de la Milana mostrava una distribució regular d'obertures d'arc rebaixat.
L'edifici tenia també un jardí lateral.

## Història
L'edifici de Can Milà datava del segle xix, segons les diverses inscripcions que apareixen a la façana i fou enderrocat el 1998 per a construir-hi uns xalets adossats.